# Nederlandse kampioenschappen schaatsen afstanden 2013 - 5000 meter mannen
De 5000 meter mannen op de Nederlandse kampioenschappen schaatsen afstanden 2013 werd gereden op vrijdag 9 november 2012 in ijsstadion Thialf te Heerenveen. Er namen twintig mannen deel.
Titelverdediger was Jorrit Bergsma die de titel pakte tijdens de NK afstanden 2012. Er waren vijf startplaatsen te verdienen voor de wereldbeker schaatsen 2012/2013 voor de vijf snelste schaatsers. Ondanks zijn rugblessure wist regerend Olympisch en wereldkampioen Sven Kramer de Nederlandse titel te veroveren op Bergsma die met brons genoegen moest nemen.

## Statistieken

### Uitslag
| #      | Schaatser            | Ploeg                       | Tijd    |
| ------ | -------------------- | --------------------------- | ------- |
| Goud   | Sven Kramer          | TVM                         | 6.17,46 |
| Zilver | Jan Blokhuijsen      | TVM                         | 6.20,34 |
| Brons  | Jorrit Bergsma       | BAM                         | 6.20,46 |
| 4      | Bob de Jong          | BAM                         | 6.20,97 |
| 5      | Ted-Jan Bloemen      | BAM                         | 6.22,42 |
| 6      | Robert Bovenhuis     | BAM                         | 6.26,11 |
| 7      | Douwe de Vries       | TVM                         | 6.26,19 |
| 8      | Rob Hadders          | Team Telstar Sport/Primagaz | 6.27,30 |
| 9      | Koen Verweij         | Team Van Veen               | 6.27,50 |
| 10     | Frank Vreugdenhil    | Team Telstar Sport/Primagaz | 6.27,71 |
| 11     | Renz Rotteveel       | Team Van Veen               | 6.29,68 |
| 12     | Mark Ooijevaar       | Gewest Friesland            | 6.30,59 |
| 13     | Maurice Vriend       | Team Van Veen               | 6.31,08 |
| 14     | Christijn Groeneveld | BAM                         | 6.31,21 |
| 15     | Arjan Stroetinga     | BAM                         | 6.31,63 |
| 16     | Arjen van der Kieft  | individueel rijder          | 6.31,82 |
| 17     | Crispijn Ariëns      | Team De Haan Westerhoff     | 6.34,41 |
| 18     | Pim Cazemier         | CRV Interfarms              | 6.35,73 |
| 19     | Frank Hermans        | Project 2018                | 6.39,42 |
| 20     | Bob de Vries         | BAM                         | 6.45,15 |

### Loting
| Rit | Binnenbaan       | Buitenbaan           |
| --- | ---------------- | -------------------- |
| 1   | Frank Hermans    | Frank Vreugdenhil    |
| 2   | Robert Bovenhuis | Arjen van der Kieft  |
| 3   | Pim Cazemier     | Arjan Stroetinga     |
| 4   | Maurice Vriend   | Crispijn Ariëns      |
| 5   | Mark Ooijevaar   | Christijn Groeneveld |
| 6   | Bob de Vries     | Renz Rotteveel       |
| 7   | Ted-Jan Bloemen  | Douwe de Vries       |
| 8   | Koen Verweij     | Rob Hadders          |
| 9   | Bob de Jong      | Jorrit Bergsma       |
| 10  | Sven Kramer      | Jan Blokhuijsen      |

1987 · 
1988 · 
1989 · 
1990 · 
1991 · 
1992 · 
1993 · 
1994 · 
1995 · 
1996 · 
1997 · 
1998 · 
1999 · 
2000 · 
2001 · 
2002 · 
2003 · 
2004 · 
2005 · 
2006 · 
2007 · 
2008 · 
2009 · 
2010 · 
2011 · 
2012 · 
2013 · 
2014 · 
2015 · 
2016 · 
2017 · 
2018 · 
2019 · 
2020 · 
2021 · 
2022 · 
2023 · 
2024 · 
2025